# Bowood House

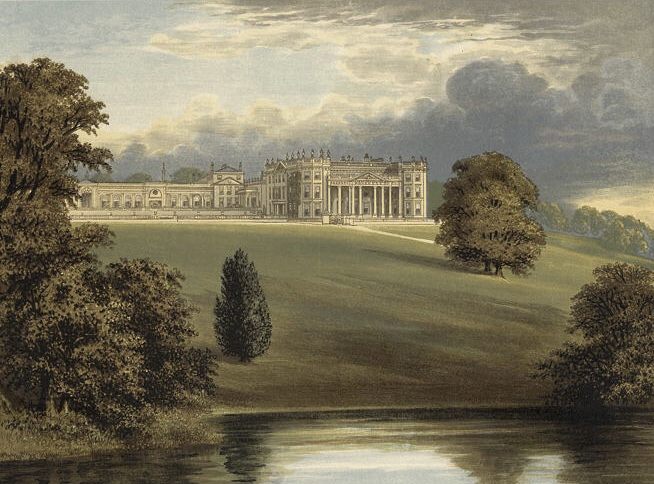
Bowood House na obra Morris's County Seats (1880). O bloco à direita é a "Big House", a qual foi demolida. A ala à esquerda, a partir da curta torre, permanece.

Bowood House é um palácio rural inglês em estilo georgiano, com interiores da autoria de Robert Adam e um jardim desenhado por Lancelot "Capability" Brown. Situa-se junto à aldeia de Derry Hill, a meio caminho entre Calne e Chippenham, no Wiltshire. É um listed building classificado com o Grau I.

## História

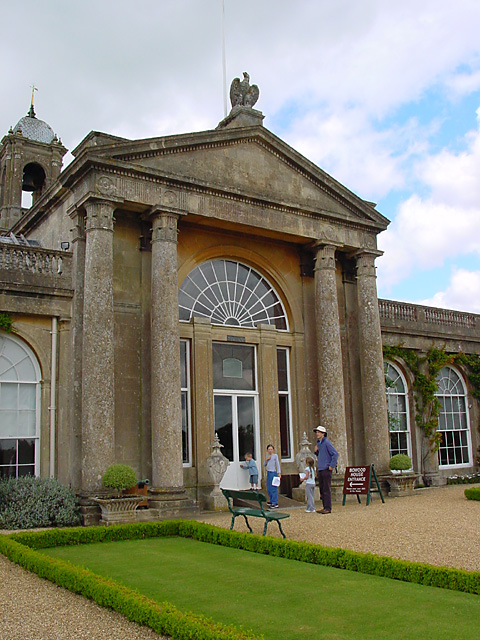
Vista parcial da Bowood House.

A primeira casa em Bowood foi construída cerca de 1725 no sítio dum pavilhão de caça, pelo antigo arrendatário Sir Orlando Bridgeman, 2º Baronete, que tinha comprado a propriedade à Coroa. Ao seu avô, Sir Orlando Bridgeman, detentor do cargo de Lord Chief Justice of the Common Pleas, tinah sido concedido anteriormente o arrendamento por Carlos II. Bridgeman entou em conflitos financeiros e, em 1739, sob um decreto da Chancelaria, a casa e parque foram adquiridos pelo seu principal credor, o deputado Richard Long.
Em 1754, Long vendeu a propriedade ao 1º Conde de Shelburne, que contratou o arquitecto Henry Keene para ampliar o edifício. O 2ª Conde de Shelburne, William Petty-FitzMaurice, Primeiro-Ministro entre 1782 e 1783, foi feito Marquês de Lansdowne por ter negociado a paz com a América depois da Guerra da Independência. Este polítrico mobilou Bowood House e a sua casa em Londres, a Lansdowne House, com soberbas colecções de pinturas e esculturas clássicas, tendo contratado Robert Adam para decorar as grandiosas salas em Bowood e adicionar uma magnífica orangerie, assim como uma pequena ménagerie para animais selvagens, onde foram guardados um leopardo e um orangotango no século XVIII. Adam também construíu um refinado mausoléu para o 1º Conde de Shelburne no parque.

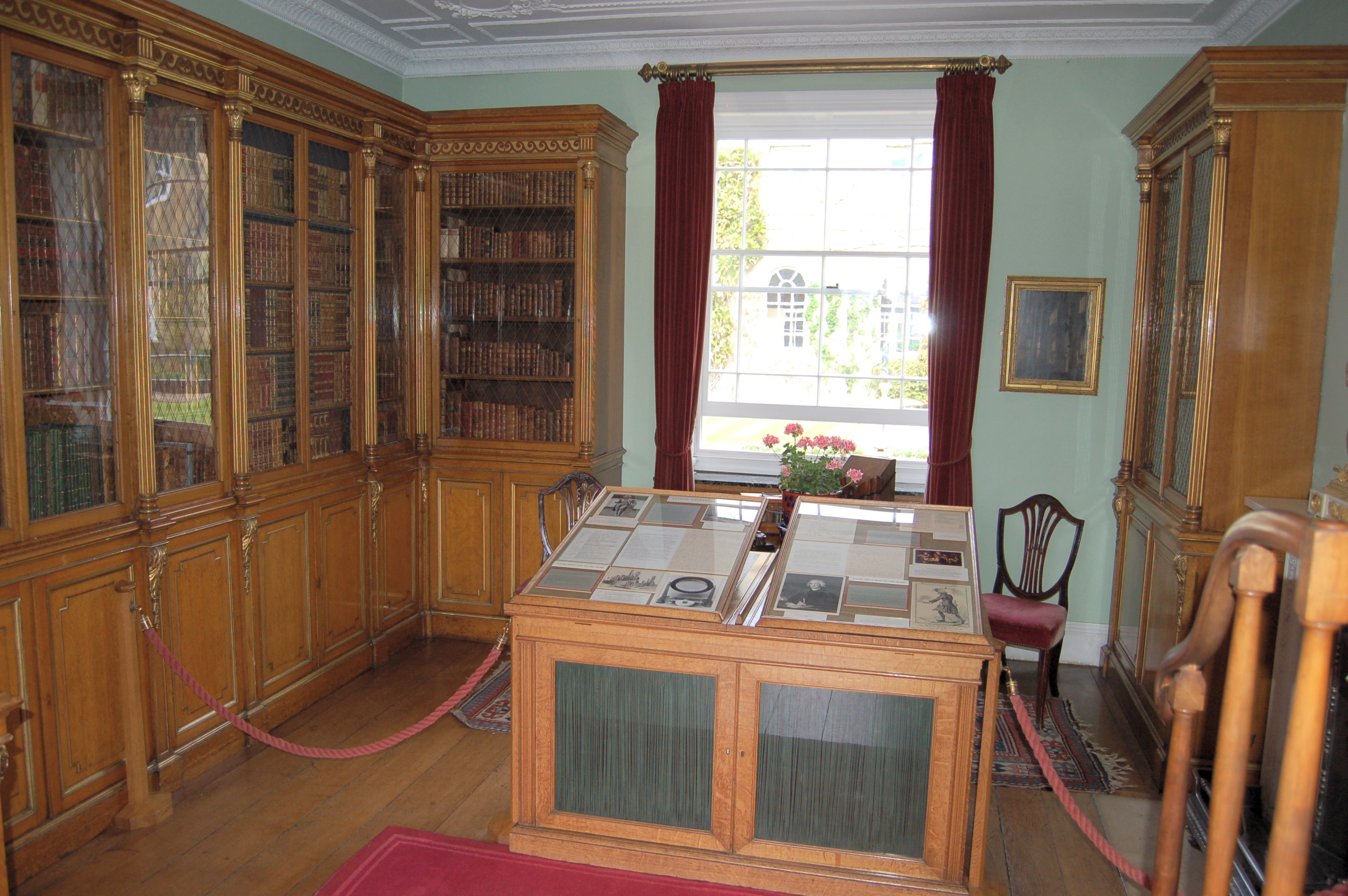
A sala de Bowood House que serviu de laboratório a Priestley e onde este descobriu o oxigénio.

Na década de 1770, as duas partes da Bowood House (a "Big House" e a "Little House") foram reunidas pela construção duma enorme sala de estar. Precisamente nesta década, uma das salas do palácio foi adaptada por Lorde Shelburne e serviu como laboratório a Joseph Priestley, sendo o local onde este descobriu o oxigénio no dia 1 de Agosto de 1774. Por este facto, em 2000, a Bowood House foi designada como um ACS National Historical Chemical Landmark em reconhecimento da importância da descoberta de Priestley.

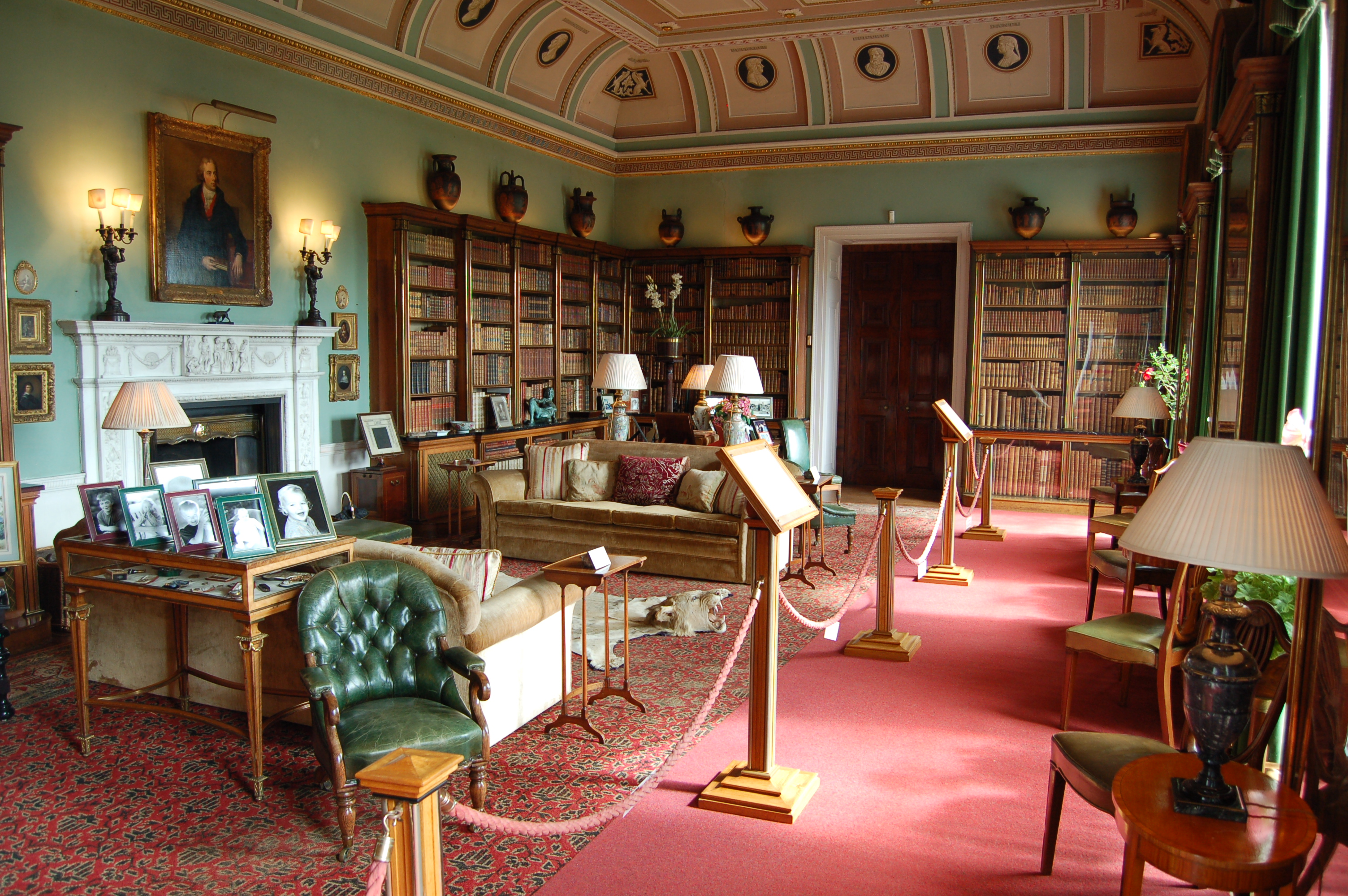
Biblioteca da Bowood House

Durante a Segunda Guerra Mundial, a "Big House" foi ocupada, inicialmente, por uma escola e, depois, pela Royal Air Force. Mais tarde foi deixada vazia e, em 1955, estava tão delapidada que o 8º Marquês de Lansdowne, por razões económicas, decidiu demoli-la, empregando o arquitecto F. Sortain Samuels para converter a "Little House" numa casa mais confortável. No entanto, a parte restante do palácio ainda é bastante grande e a ala frontal está aberta ao público com salas, pinturas e esculturas em exposição, incluindo a sala usada por Joseph Priestley como laboratório.
Diz-se que o Príncipe Carlos e Camilla Parker Bowles se costumavam encontrar regularmente na Bowood House durante os 30 anos do seu caso.
Nos campos fica um recinto de aventura, para crianças com menos de 12 anos de idade, uma grande queda de água e muitos jardins, incorporando 3,2 km2 (2 milhas) de caminhos de rododendros em Maio e Junho e tapetes de narcissus, narcissi e jacintos dos bosques na Primavera.

### Proprietários de Bowood House

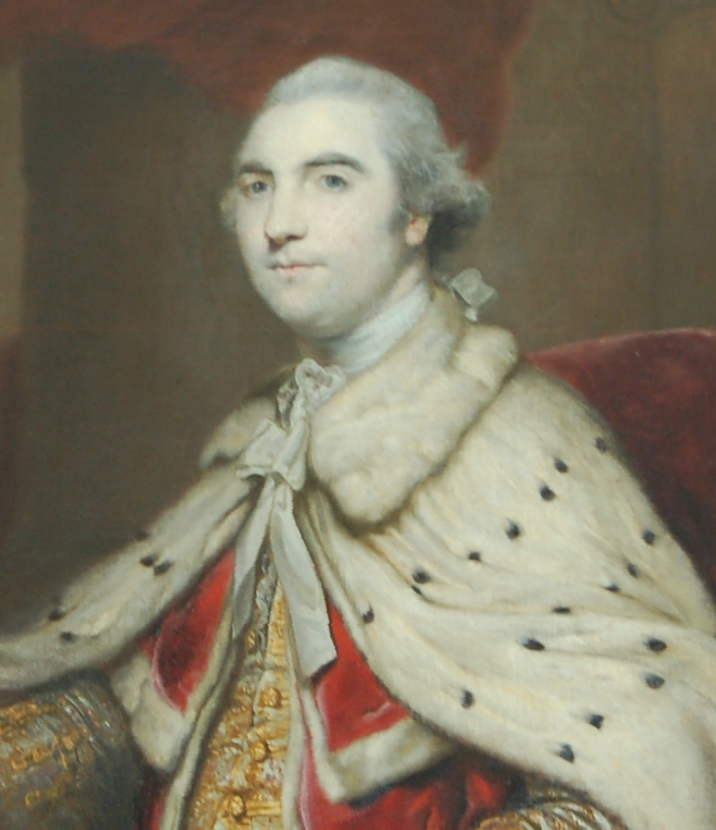
William Petty Fitzmaurice, 2º Conde de Shelburn e 1º Marquês de Lansdowne.

Bowood House, a casa de família dos Lansdowne, serviu de residência a vários proprietários desde o século XVII, embora os primeiros não pertencessem aquela família:
- Sir William Petty, (1622–1687)
- Thomas FitzMaurice, 1º Conde de Kerry (1668–1741)
- John Petty, 1º Conde de Shelburne (1705–1761)
- William Petty Fitzmaurice, 2º Conde de Shelburn e 1º Marquês de Lansdowne (1737–1803)
- John Henry Petty Fitzmaurice, 2º Marquês de Lansdowne (1765–1809)
- Henry Petty-Fitzmaurice, 3º Marquês de Lansdowne, (1780–1863)
- Henry Charles Petty Fitzmaurice, 4º Marquês de Lansdowne (1816–1866)
- Henry Charles Keith Petty-Fitzmaurice, 5º Marquês de Lansdowne, (1845–1927)
- Henry William Edmund Petty Fitzmaurice, 6º Marquês de Lansdowne (1872–1936)
- Charles Hope Petty Fitzmaurice, 7º Marquês de Lansdowne (1917–1944)
- George John Charles Petty Fitzmaurice, 8º Marquês de Lansdowne (1912–1999)
- Charles Petty-FitzMaurice, 9º Marquês de Lansdowne (nascido em 1941)
- Simon Henry George Petty Fitzmaurice, Conde de Shelburne (nascido em 1970)

## Jardins
Bowood é um dos mais refinados parques de Capability Brown. Aquele paisagista ampliou um tanque para formar um lago e criou uma gruta com quedas de água e caves artificiais. Organizou mais de 8 km² (2.000 acres) na década de 1760, substituindo um anterior jardim mais formal por avenidas e espaços selvagens. O desenho de Brown engloba um sinuoso lago (quase 1 km de comprimento), com relvados a descer suavemente desde o palácio e conjuntos de árvores maduras. Brown plantou um arboretum de raras árvores nos Campos de Recreio por trás do jardim murado, e este foi acrescentado, em meados do século XIX, quando foi começado um pinetum. Foi por volta desta época que o Templo Dórico, originalmente situado por Brown nos Campos de Recreio, foi mudado para a sua actual posição ao lado do lago.
Foi descoberto que o lago foi formado com o sacrifício duma aldeia chamada It Manning's Hill, a qual permanece submergida pelas águas até à actualidade. Em 2007, mergulhadores descobriram os restos de duas cabanas e paredes de pedra no fundo do lago.
Os grandes terraços italianizados na frente sul do palácio foram encomendados pelo 3º Marquês de Lansdowne. O Terraço Alto, por Sir Robert Smirke, foi concluido em 1818, e o Terraço Baixo, por George Kennedy, foi acrescentado em 1851. Originalmente plantados com centenas de milhares de plantas anuaisem intricados desenhos, os parterres estão agora plantados de forma mais simples.

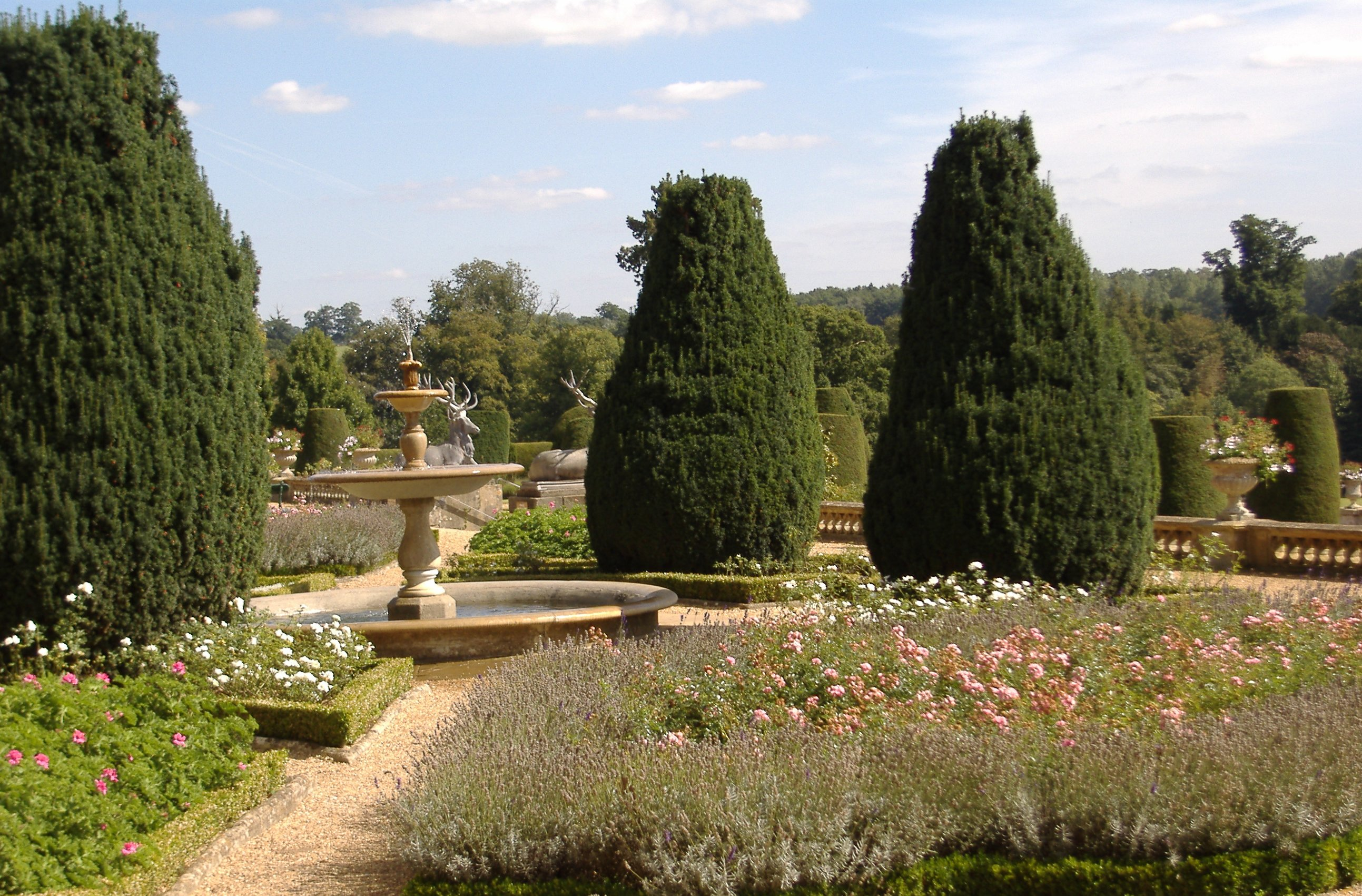
Vista através do relvado frontal
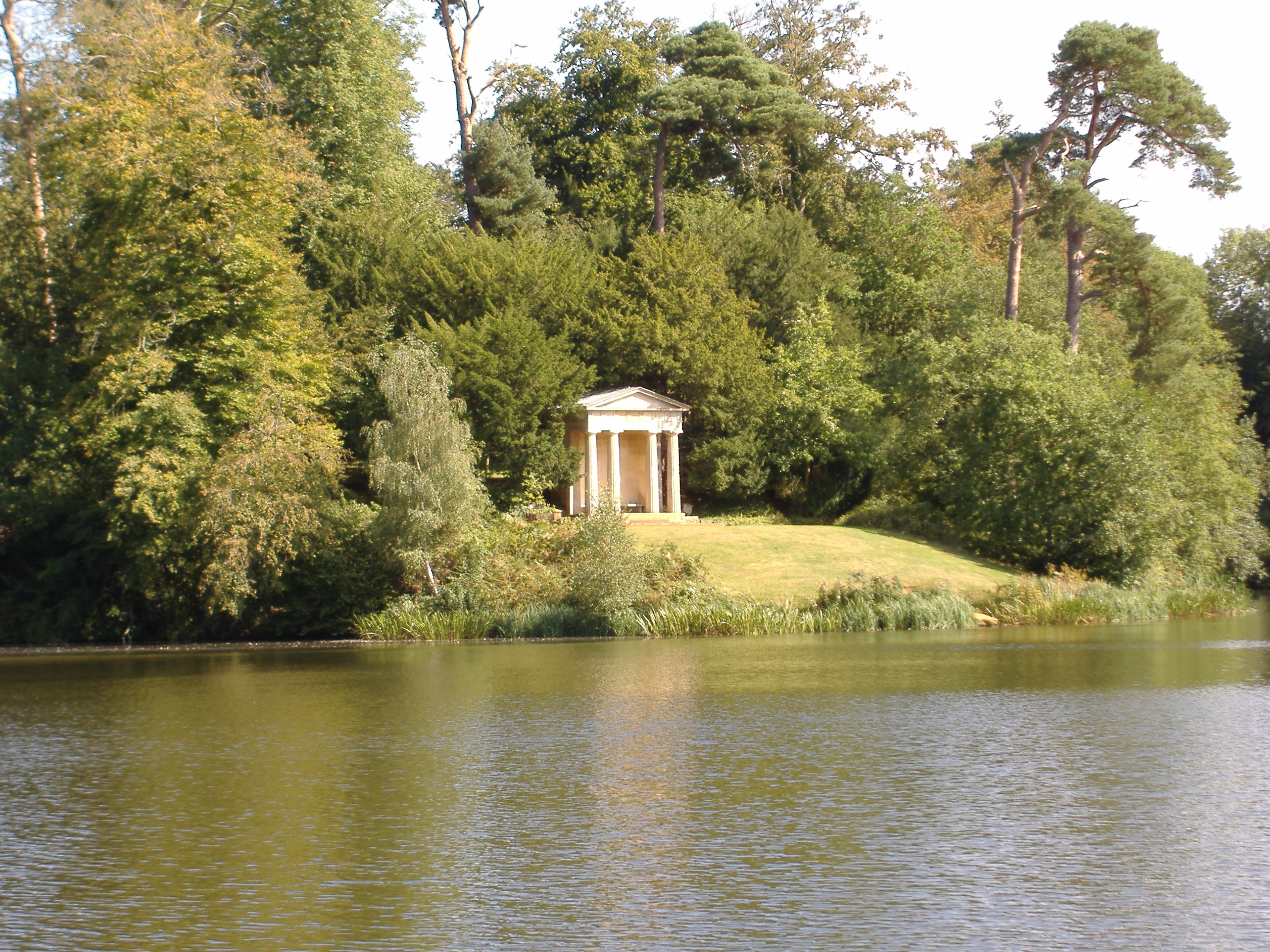
O Templo Dórico
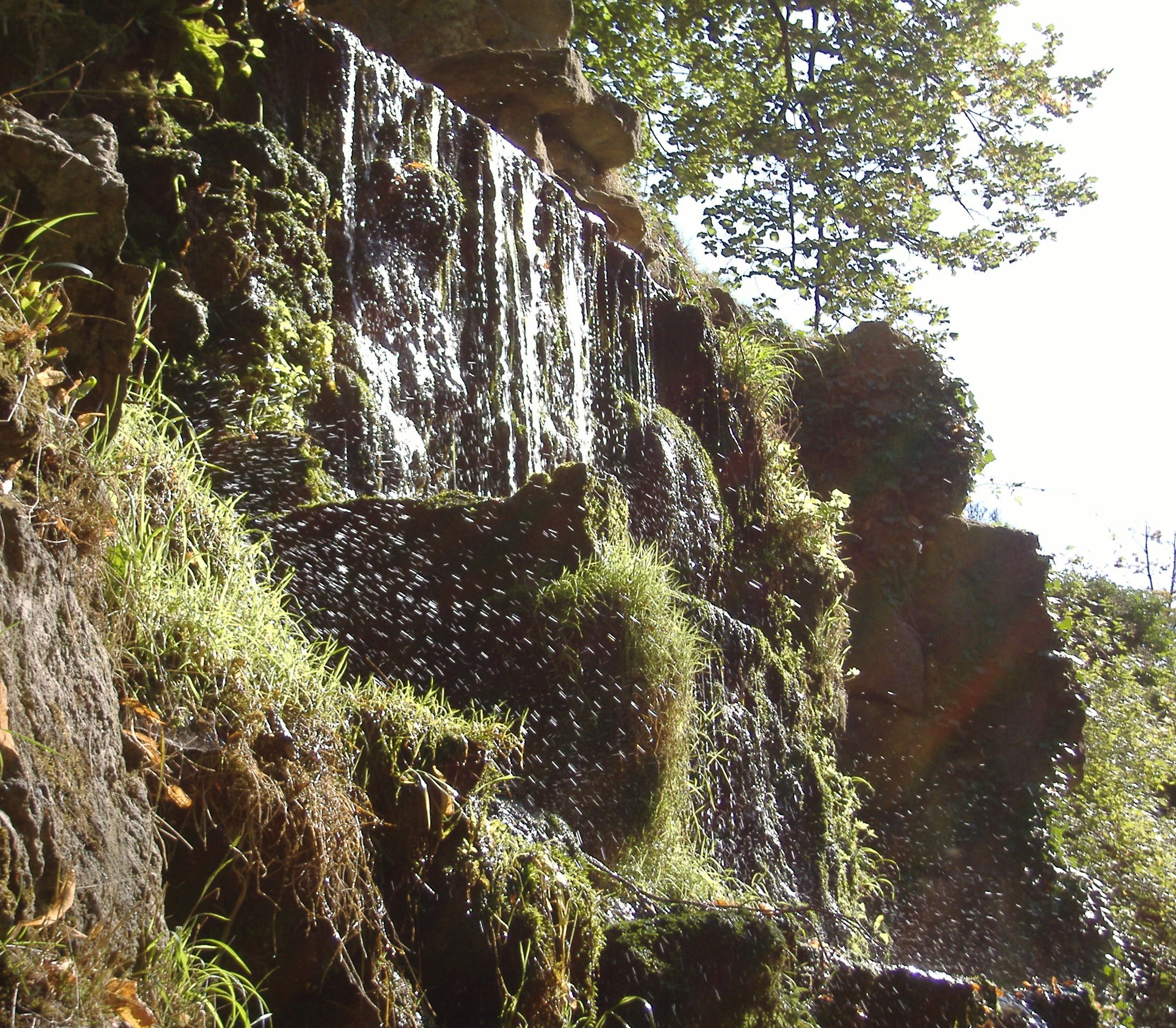
A Queda de Água
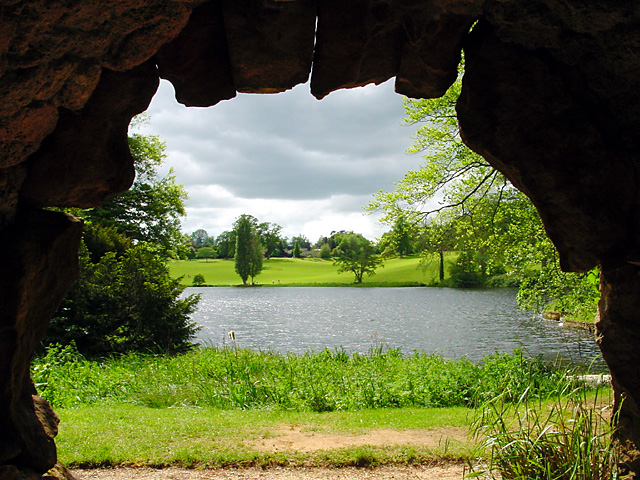
Gruta